# Ernest Christophe

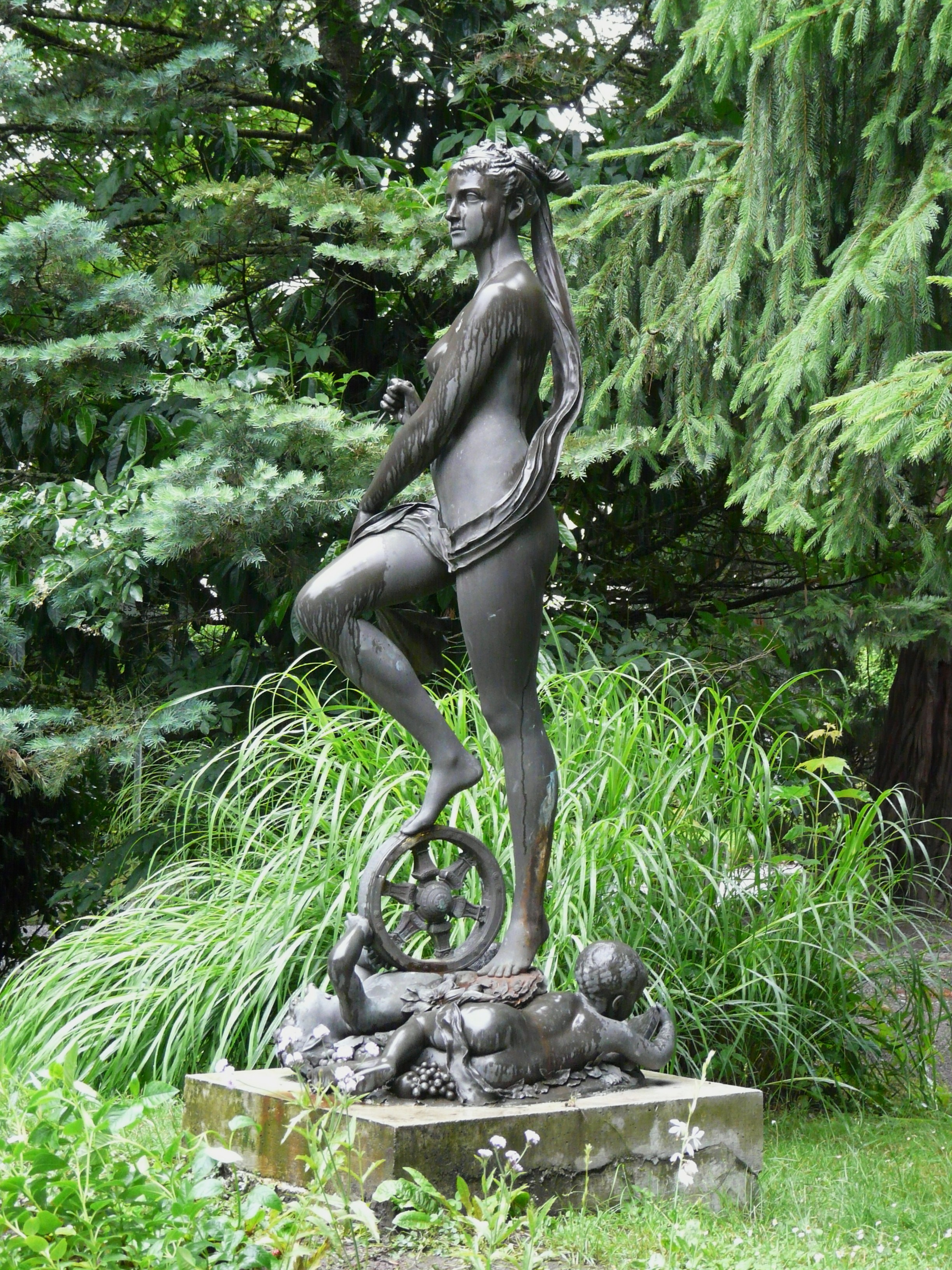
La Fortune, estatua en bronce en Bagnères-de-Luchon

Ernest Christophe fue un escultor francés, nacido el año 1827 en Loches(Indre-et-Loire) y fallecido en 1892. Alumno de Rude y amigo de Baudelaire. Está enterrado en el cementerio de Batignolles (fr).

## Obras
- Tumba de Godefroi Cavaignac, cementerio de Montmartre, París (realizada en colaboración con su maestro, François Rude)
- Esclave, bronce, 1851[2]
- La Danse macabre, 1859, Terracota[3]
- Monumento a la memoria de Eugène Despois, cementerio de Montparnasse, París
- Le baiser suprême, 1891
- Le Masque (museo de Orsay)
- La Fortune, bronce, parque del casino de Bagnères-de-Luchon

## Galería

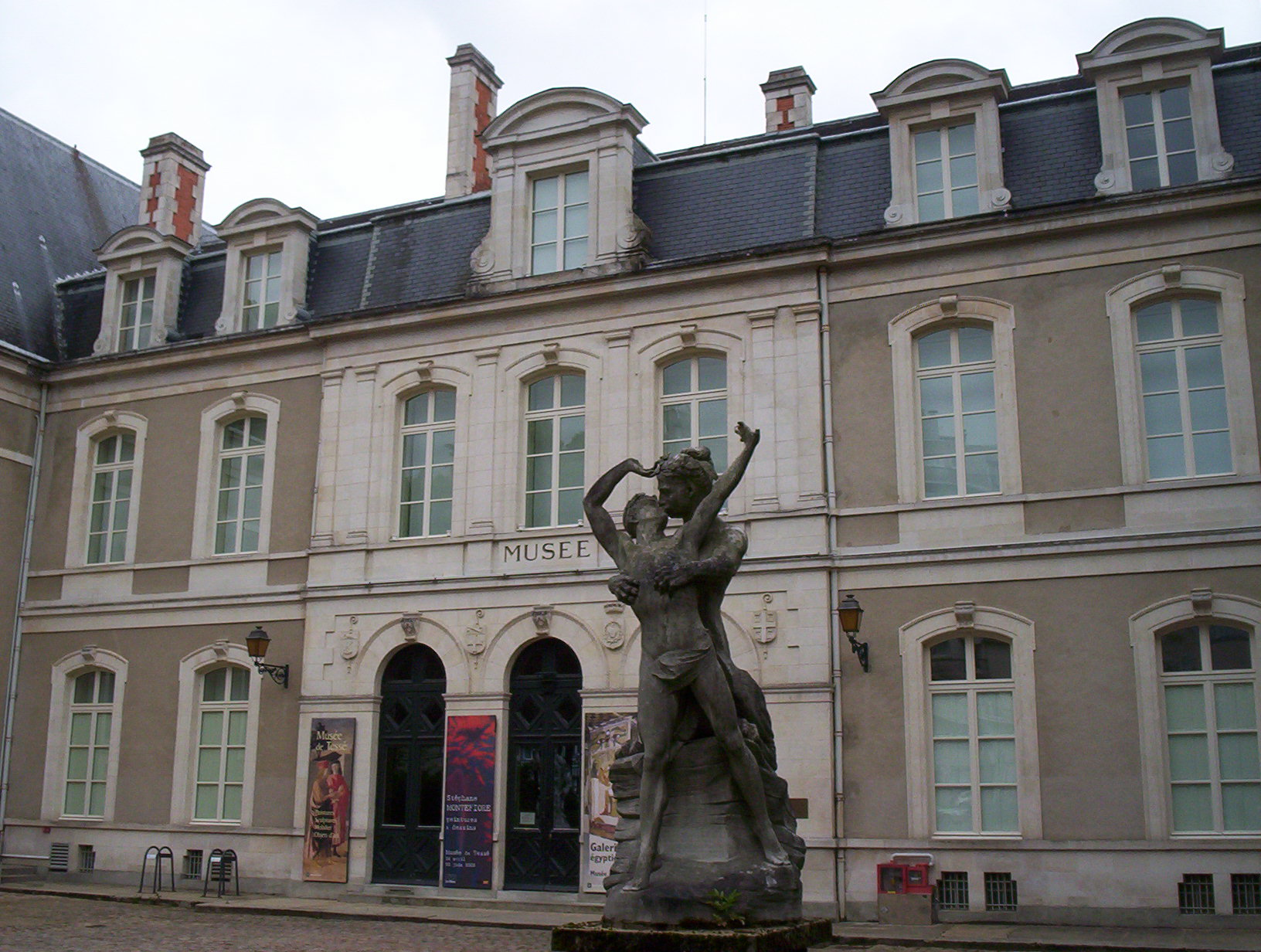
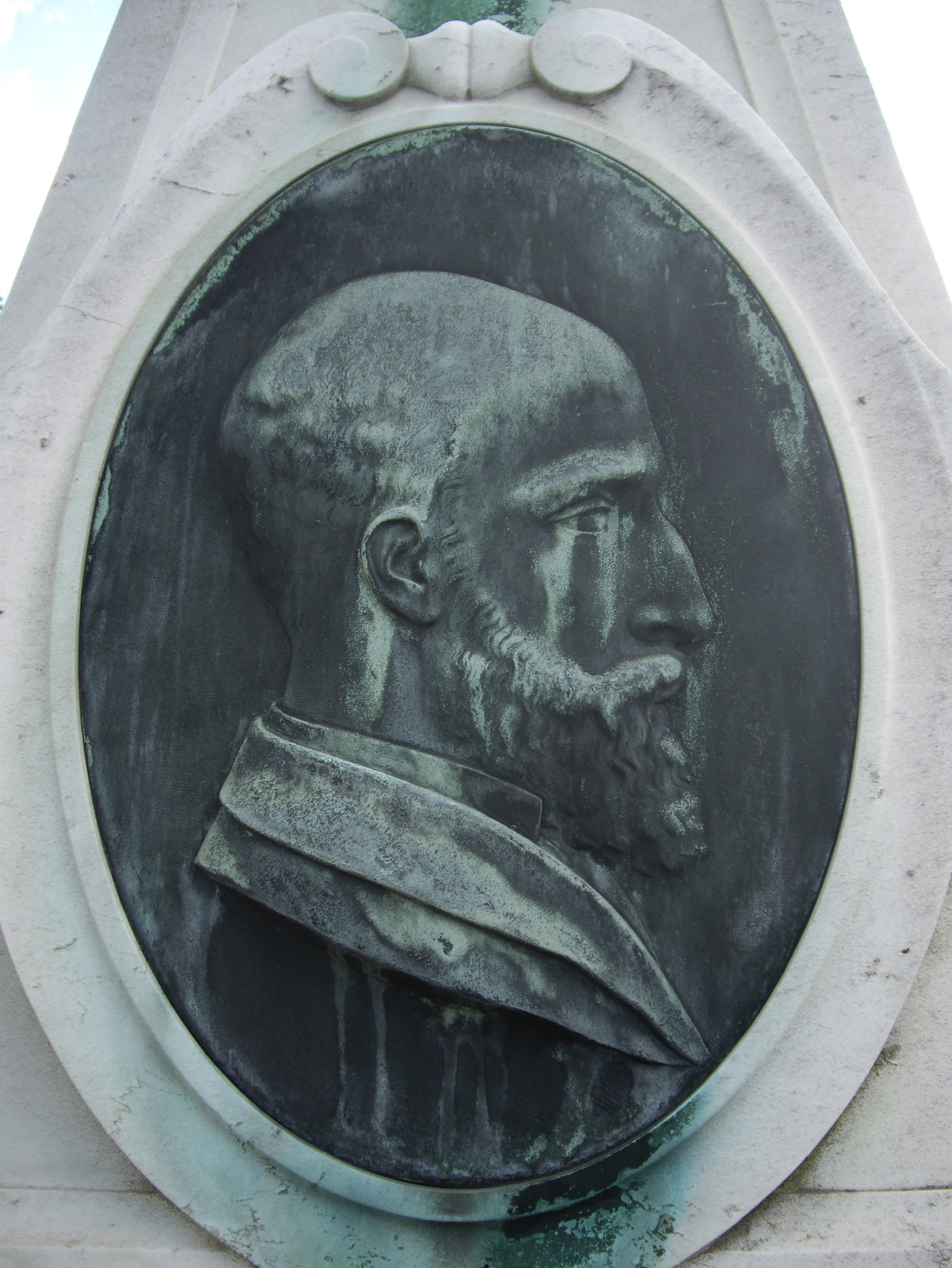
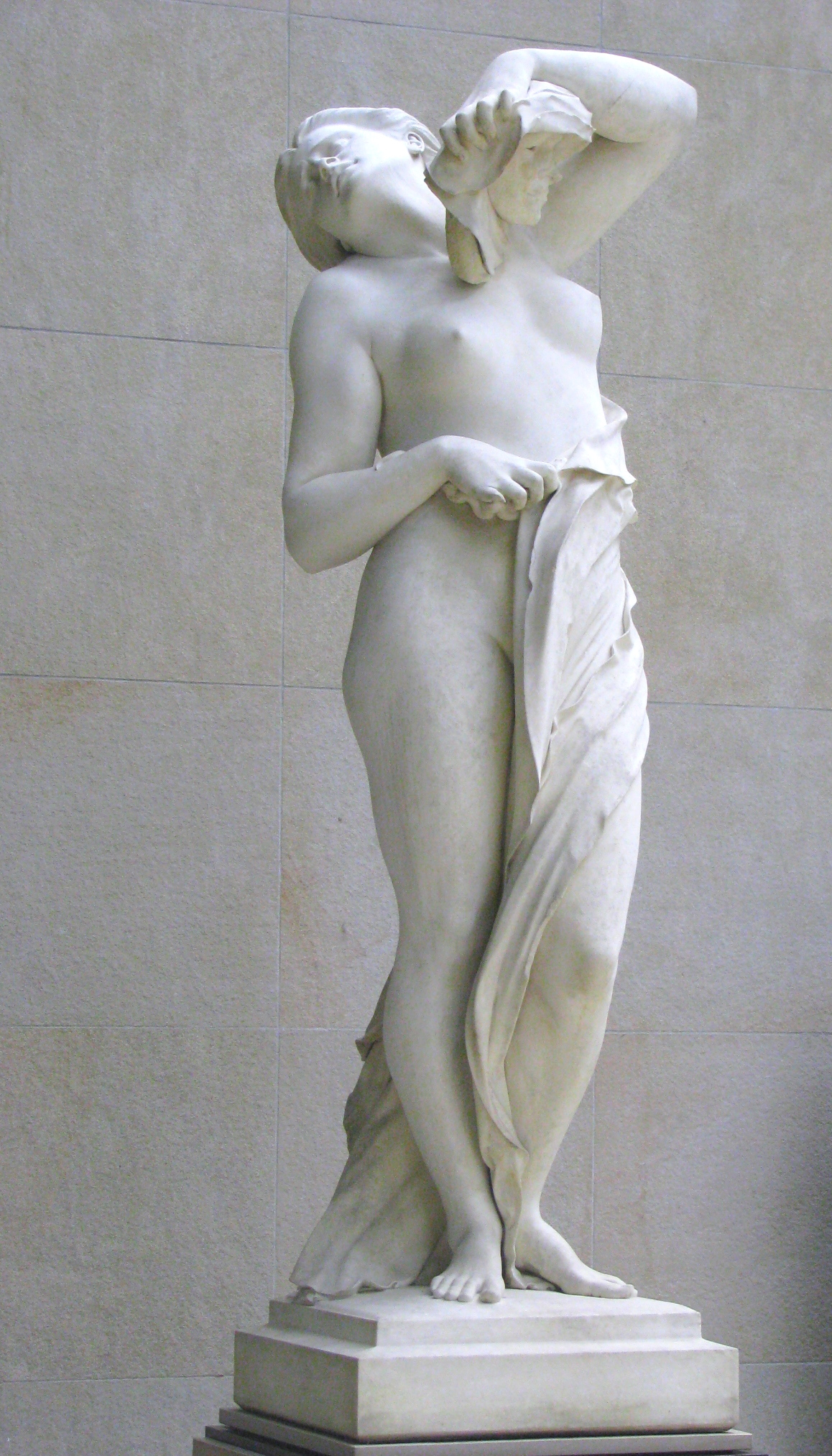